# David von Ballmoos
David von Ballmoos, né le 30 décembre 1994 à Berthoud, est un footballeur suisse, évoluant au poste de gardien de but au BSC Young Boys.

## Biographie
Né le 30 décembre 1994 à Berthoud, David commence le football dans le club emmentalois du SV Koppigen en 2003, tout d’abord au poste de défenseur. Agacé parce que son équipe encaisse toujours le même type de but, il prend la place de gardien, avant de se faire remarquer par le FC BSC Young Boys lors d’un match de juniors D et rejoint, en 2007, l’équipe des moins de 14 ans du club bernois. En 2013, il est intégré au contingent de la première équipe en qualité de troisième gardien, derrière Marco Wölfli et Yvon Mvogo, son aîné de quelques mois et continue sa progression avec l’équipe des moins de 21 ans, en 1re ligue. En parallèle, il effectue un apprentissage de mécanicien sur machines agricoles, qu’il termine en 2014, afin d’avoir un plan de secours. En 2015, il est prêté au FC Winterthour, en deuxième division, où il devient rapidement le titulaire, tout en continuant à régulièrement s’entraîner avec le coach des gardiens du club bernois. Il reste deux saisons à la Schützenwiese, avant de revenir au Stade de Suisse après le départ de Mvogo. Devenu titulaire devant le vétéran Wölfli, il se blesse gravement en janvier 2018, et manque plusieurs mois. En mai 2021, il prolonge son contrat au club jusqu'en mai 2021. Fin septembre 2024, le club annonce sa prolongation de contrat de trois ans supplémentaires son contrat, il est désormais lié jusqu'en 2027,. Fin mai 2025, les rôles des gardiens de YB étant clarifiés pour la nouvelle saison (Marvin Keller reste le numéro 1, Heinz Lindner rejoint YB comme gardien remplaçant, Dario Marzino prolonge son contrat comme numéro 3), David von Ballmoos a exprimé à la direction du club son souhait de relever un nouveau défi dans un autre club,.

## Statistiques
| Saison                | Club                  | Championnat           | Championnat | Championnat | Coupe(s) nationale(s) | Coupe(s) nationale(s) | Compétition(s) continentale(s) | Compétition(s) continentale(s) | Compétition(s) continentale(s) | Total | Total |
| Saison                | Club                  | Division              | M.          | B.          | M.                    | B.                    | Comp.                          | M.                             | B.                             | M.    | B.    |
| 2011-2012             | BSC Young Boys U21    | 1re ligue             | 1           | 0           | -                     | -                     | -                              | -                              | -                              | 1     | 0     |
| 2012-2013             | BSC Young Boys U21    | 1re ligue             | 5           | 0           | -                     | -                     | -                              | -                              | -                              | 5     | 0     |
| 2013-2014             | BSC Young Boys U21    | 1re ligue             | 7           | 0           | -                     | -                     | -                              | -                              | -                              | 7     | 0     |
| 2014-2015             | BSC Young Boys U21    | 1re ligue             | 14          | 0           | -                     | -                     | -                              | -                              | -                              | 14    | 0     |
| Sous-total            | Sous-total            | Sous-total            | 27          | 0           | -                     | -                     | -                              | -                              | -                              | 27    | 0     |
| 2015-2016             | FC Winterthour (prêt) | Challenge League      | 31          | 0           | -                     | -                     | -                              | -                              | -                              | 31    | 0     |
| 2016-2017             | FC Winterthour (prêt) | Challenge League      | 32          | 0           | -                     | -                     | -                              | -                              | -                              | 32    | 0     |
| Sous-total            | Sous-total            | Sous-total            | 63          | 0           | -                     | -                     | -                              | -                              | -                              | 63    | 0     |
| 2017-2018             | BSC Young Boys        | Super League          | 17          | 0           | 4                     | 0                     | C1 C3                          | 3 5                            | 0                              | 29    | 0     |
| Sous-total            | Sous-total            | Sous-total            | 17          | 0           | 4                     | 0                     | -                              | 8                              | 0                              | 29    | 0     |
| Total sur la carrière | Total sur la carrière | Total sur la carrière | 107         | 0           | 4                     | 0                     | -                              | 8                              | 0                              | 119   | 0     |

## Palmarès
En retour d’un prêt à Winterthour, David von Ballmoos participe, lors de la saison 2017-2018, au douzième titre de champion de Suisse remporté avec le BSC Young Boys, le premier depuis 1986, même s’il manque une partie de la saison en raison d’une luxation de l’épaule.
- Young Boys (8)
  - Championnat de Suisse (6) : 2017-2018, 2018-2019, 2019-2020, 2020-2021, 2022-2023 et 2023-2024
  - Coupe de Suisse (2) : 2019-2020 et 2022-2023